# Dale Strong

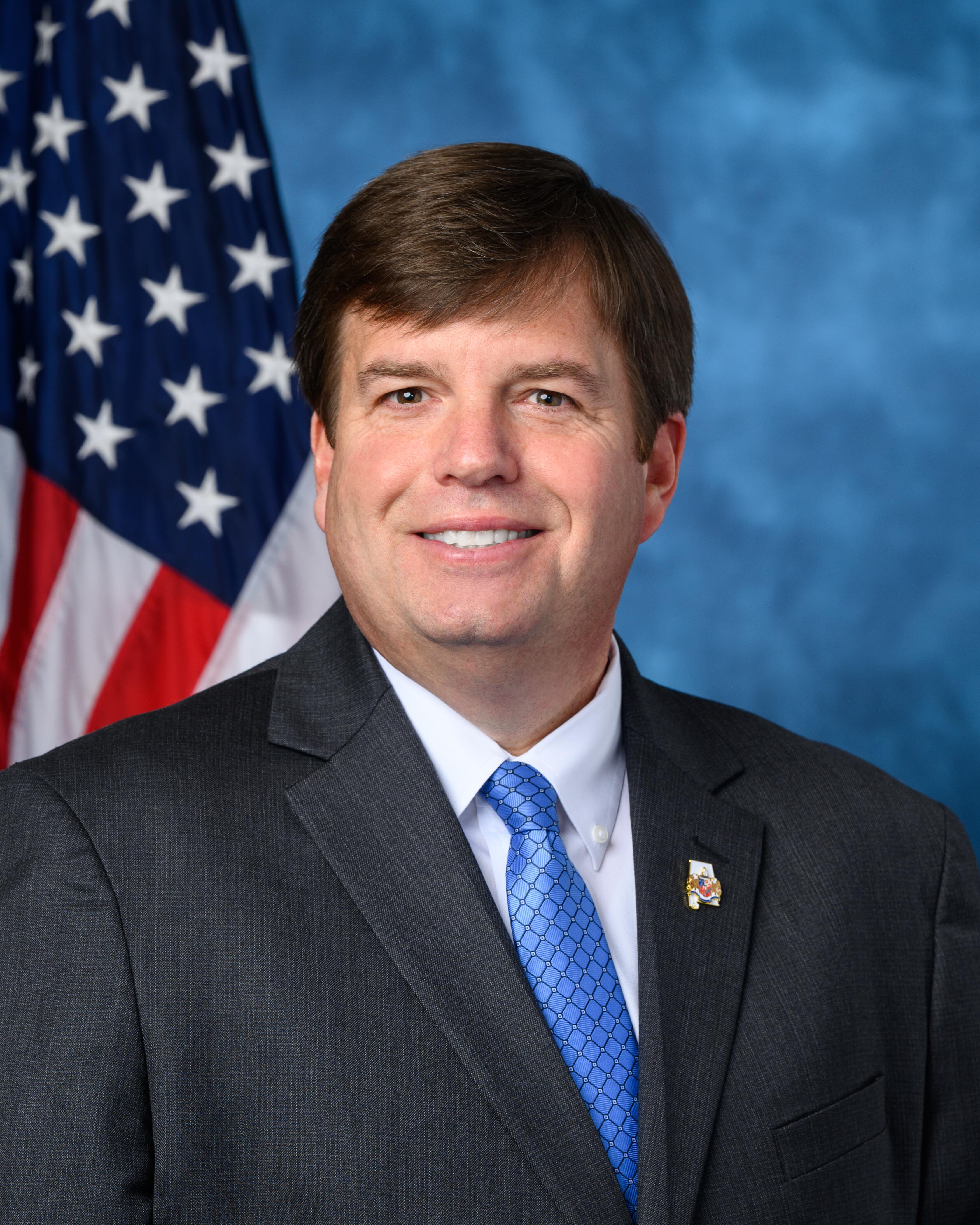
Dale Strong (2022)

Dale Whitney Strong (* 8. Mai 1970 in Monrovia, Alabama) ist ein US-amerikanischer Politiker der Republikanischen Partei. Seit Januar 2023 vertritt er den 5. Distrikt des Bundesstaats Alabama im US-Repräsentantenhaus.

## Leben
Dale Strong wurde in Monrovia, Alabama geboren und besuchte die Sparkman High School in Harvest, Alabama bis zu seinem Abschluss im Jahr 1988. Sein Vater Horace N. Strong gehörte zu den Gründern der Feuerwehr in seiner Heimatstadt. Dale Strong engagierte sich ab seinem 13. Lebensjahr in der Freiwilligen Feuerwehr.
Er studierte an der Athens State University Wirtschaftswissenschaften und schloss dieses Studium als  Bachelor of Science ab. Weiterhin erlangte er einen notfallmedizinischen Abschluss an der University of Alabama in Huntsville. Im Jahr 1989 wurde er für seine Leistungen in der Krisenbewältigung während eines Tornados mit einer Verdienstmedaille ausgezeichnet.
Er ist seit 1999 mit Laura Toney Strong verheiratet, die er 1997 im Krankenhaus von Huntsville kennenlernte, wo sie als Krankenschwester arbeitete. Das Paar hat zwei Kinder.
Im Oktober 2016 trat Strong in einer Folge von The Price Is Right auf. Strong ist Notfallsanitäter. Im Februar 2019 rettete er einem in einen Unfall verwickelten Mann auf einer Fernstraße das Leben, in dem er ihn durch eine Herz-Lungen-Massage wiederbelebte.

## Politische Karriere

### Vor der Wahl im Repräsentantenhaus
Strong war von 1996 bis 2012 Mitglied der County Commission des Madison Counties. Zum Zeitpunkt seiner erstmaligen Wahl war er der jüngste republikanische Kommunalpolitiker in Alabama. Er vertrat den vierten Distrikt des Counties, der neben Harvest auch seine Heimatstadt Monrovia umfasst. Während seiner Zeit in diesem Gremium arbeitete er weiterhin als freiwilliger Feuerwehrmann. 2011 wirkte er an der Entwicklung eines Frühwarnsystems für Tornados in seinem County mit.
2012 wurde Strong zum Vorsitzenden der County Commission gewählt und legte in dieser Tätigkeit einen Schwerpunkt auf die Verbesserung der finanziellen Entwicklung der Region.
Er wurde 2018 vom Portal Yellowhammer News, einer konservativen Zeitschrift in Alabama, zu einem der drei einflussreichsten Menschen in Nord Alabama gekürt. Dies basierte vor allem auf seinem Engagement für Infrastrukturprojekte in dieser Region. 2013 nannte er die Errichtung neuer Schulen, sowie die Verbesserung von Straßen und die wirtschaftliche Entwicklung als seine Schwerpunkte. Ferner erhöhte Strong die haushälterischen Mittel für die örtliche Feuerwehr in Monrovia.
Am 2. Januar 2023 trat Strong in Folge seiner Wahl ins Repräsentantenhaus der Vereinigten Staaten von seiner Tätigkeit als Vorsitzender der County Commission zurück.

### Mitgliedschaft im Repräsentantenhaus
Im März 2021 gab Strong seine Kandidatur für die Nominierung durch die Republikanische Parte für den 5. Wahldistrikt Alabamas für die Wahl zum Repräsentantenhaus im Jahr 2022 bekannt. Der bisherige Amtsinhaber Mo Brooks kandidierte nicht wieder erneut, um für einen Sitz im US-Senat zu kandidieren. Strong erklärte, er wolle „Den Kampf weiterführen, der von Donald Trump losgetreten wurde“. Die Kandidatur wurde von Fundraisern mit über einer Million US-Dollar unterstützt.
Dale Strong wurde vom früheren US-Präsidenten Donald Trump offiziell unterstützt und gewann seinen Distrikt mit 67 % gegen die demokratische Kandidatin Kathy Warner-Stanton.
Strong tritt für eine Kandidatur von Donald Trump zu den Präsidentschaftswahlen im Jahr 2024 ein und lud Trump zu einem Wahlkampfauftritt nach Nordalabama ein. Bei den Wahlen zum Sprecher des Repräsentantenhauses im Januar 2023 unterstützte er Kevin McCarthy. Er gab an, die Sorgen der Bewohner in Nordalabama über die bisherige Führung des Repräsentantenhauses zu verstehen, wiewohl er keine Alternative zu McCarthy sehe.
Bei der Kongresswahl 2024 hatte Strong keinen Gegenkandidaten und wurde mit 95,4 Prozent wiedergewählt.